# 达维德·默勒
达维德·默勒（德語：David Möller，1982年1月13日—），德国男子雪橇运动员。他曾代表德国参加2006年、2010年和2014年冬季奥林匹克运动会雪橇比赛，其中2010年冬季奥运会获得一枚银牌。